# Milford (Donegal)
Pour les articles homonymes, voir Milford.
Milford ou Millford (en irlandais : Baile na nGallóglach, anciennement Ballynagalloglagh) est une ville du comté de Donegal en Irlande située au sud de la baie de Mulroy. En 2011, sa population s'élevait à 1 530 habitants.

## Histoire et nom
Son nom en irlandais signifie littéralement « village des Gallowglass », des guerriers mercenaires d'élite appartenant à des clans Norvégiens-Gaëls entre le XIIIe et le XVIe siècles.

## Personnalités liées à la ville
Le footballeur Patsy Gallacher est né à Milford.

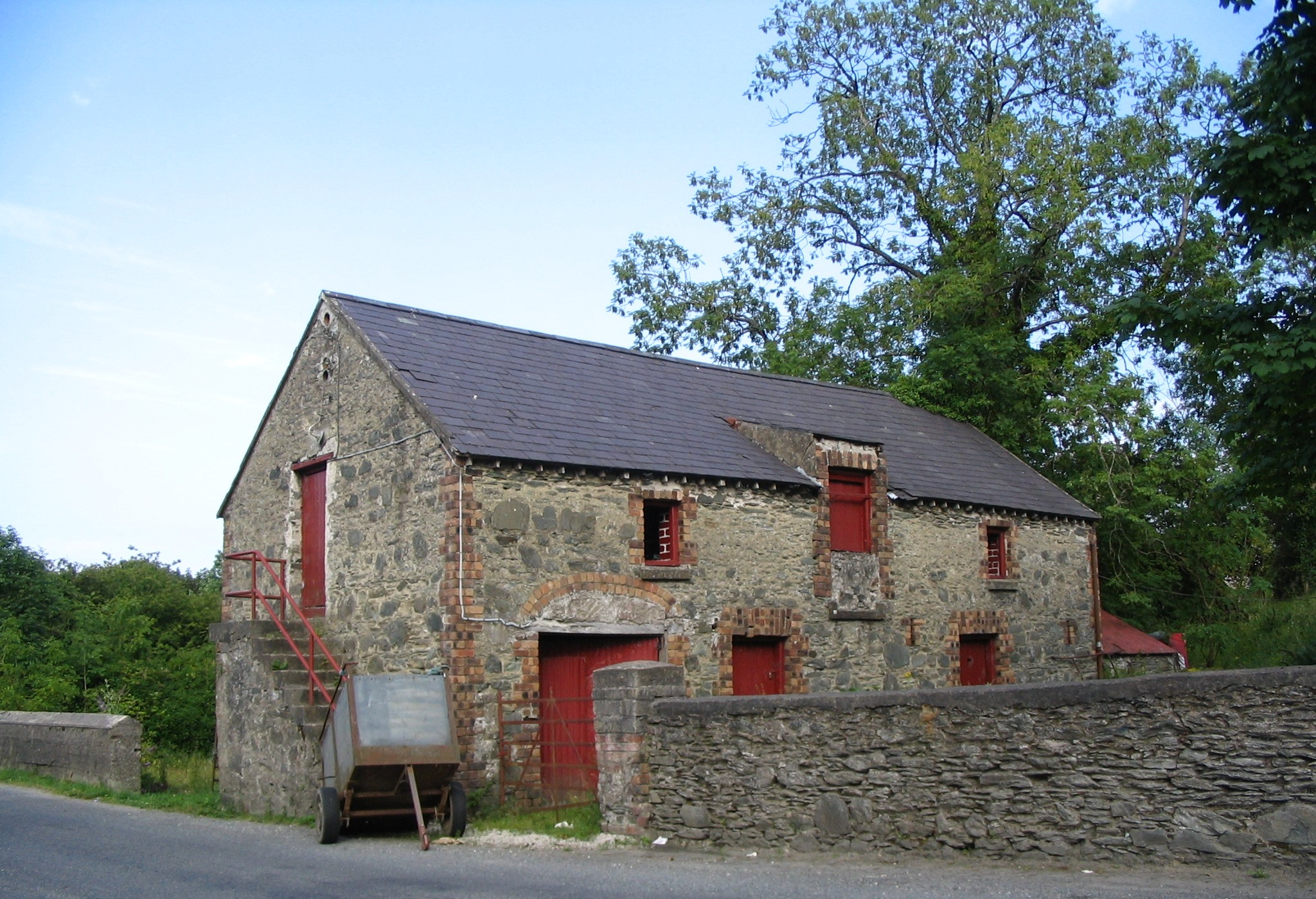
Vieille ferme à Milford